# Xenochroma palimpaïs
Xenochroma palimpaïs är en fjärilsart som beskrevs av Louis Beethoven Prout 1934. Xenochroma palimpaïs ingår i släktet Xenochroma och familjen mätare. Inga underarter finns listade i Catalogue of Life.